# گاوماهی

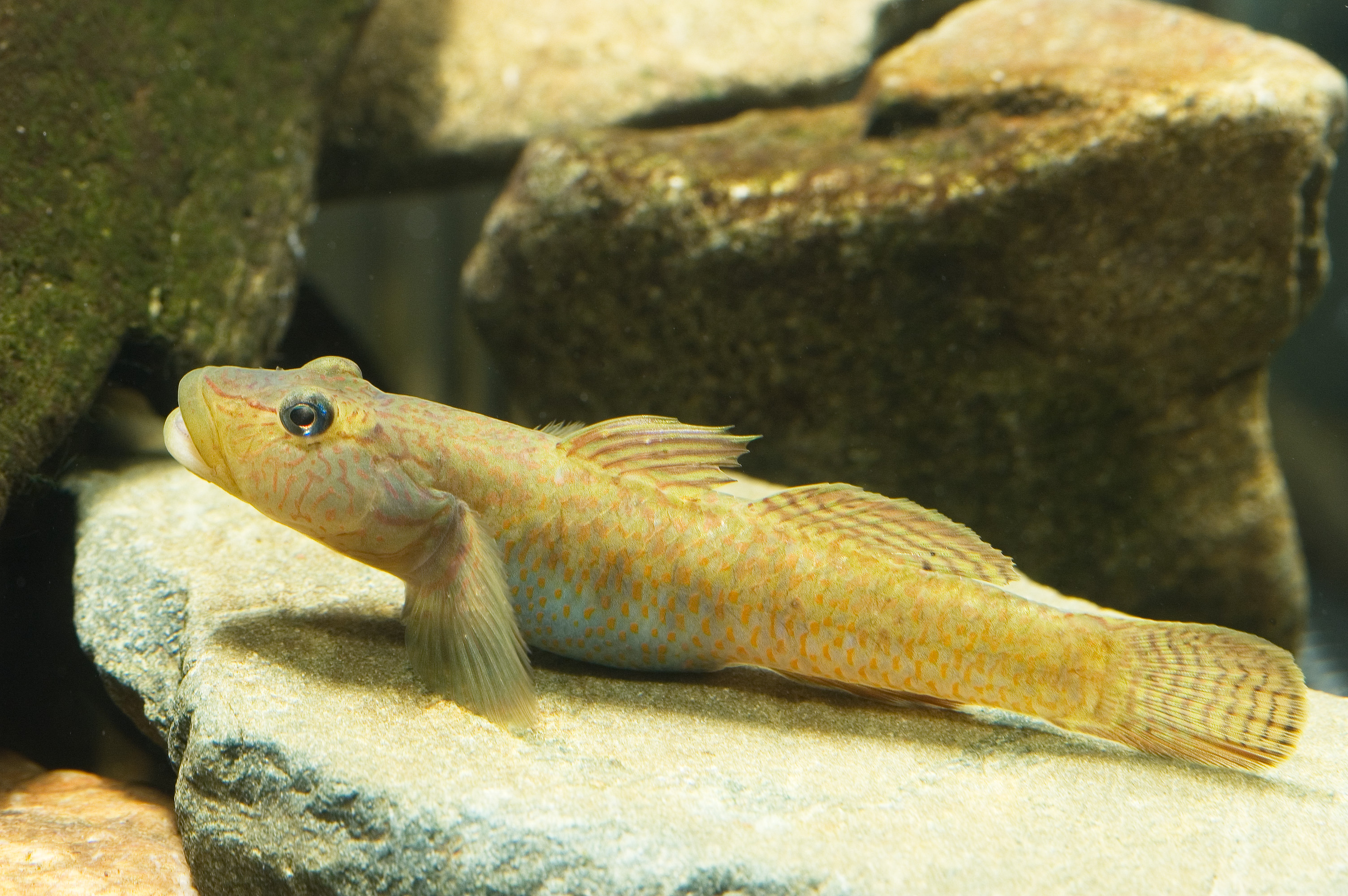
گاوماهی از سردۀ Rhinogobius

گاوماهی نامی رایج برای بسیاری از گونه‌های ماهی‌های پرتوی کوچک تا متوسط است که معمولاً دارای سرهای بزرگ و بدن مخروطی هستند که در محیط‌های دریایی، شور و آب شیرین یافت می‌شوند. به طور سنتی اکثر گونه‌هایی که گاوماهی نامیده می‌شوند، در راسته سوف‌ماهی‌سانان به عنوان زیرراستۀ Gobioidei طبقه‌بندی می‌شوند، اما در ویرایش پنجم ماهی‌های جهان این زیررده به راستۀ گاوماهی‌سانان در ردۀ سوف‌ماهی‌ریختان ارتقا یافته است.  همه گونه‌های Gobiiformes به عنوان گاوماهی نامیده نمی‌شوند و "گاوماهی‌های راستین" در خانواده گاوماهیان قرار می‌گیرند، در حالی که گونه‌های دیگری که به عنوان گاوماهی شناخته می‌شوند، در Oxudercidae قرار گرفته‌اند. گاماهی همچنین برای توصیف برخی از گونه‌هایی استفاده می‌شود که در راسته Gobiiformes طبقه‌بندی نمی‌شوند، مانند گاوماهی مهندس یا بلنی convict Pholidichthys leucotaenia .  کلمه گاوماهی از کلمه لاتین gobius به معنای " ماهی تندابه" گرفته شده است،  و برخی از گونه‌های گاوماهی، به‌ویژه گاوماهی‌های خوابیده از خانواده گاوماهیان خواب‌آلود و برخی از تیرماهی‌ها به‌ویژه در استرالیا، "gudgeons" نامیده می‌شوند. 